# Anton Averkamp
Anton Averkamp (Cabauw prov. d'Utrecht, 18 de febrer de 1861 - Bussum, (Holanda del Nord), 1 de juny de 1934) fou un compositor i director de coral.
Fou deixeble de Daniel de Lange i dels Conservatoris de Berlín i Múnic; més tard fou professor de l'escola d'Amsterdam (1886).
Principalment es dedicà ala música religiosa.